# Antipatro di Tarso
Antipatro di Tarso (in greco antico: Ἀντίπατρος ὁ Ταρσεύς?, Antípatros ho Tarséus; II secolo a.C.) è stato un filosofo greco antico di scuola stoica.

## Biografia
Discepolo e successore di Diogene, fu maestro di Panezio intorno al 144 a.C. (Cic. de Divin. 1.3, de Off. 3.12). Plutarco lo cita insieme a Zenone di Rodi, Cleante e Crisippo di Soli come uno dei principali filosofi stoici (de Stoicorum Repugnantibus p. 144) e Cicerone lo ricorda per la sua acutezza (De Officiis 3.12). 
Della sua vita personale non si sa nulla, eccetto che morì suicida bevendo un veleno.

## Pensiero e opere
Secondo le testimonianze degli autori antichi (Plutarco Moralia p. 514d.; Eusebio de Praeparatione Evangelica 14.8.), Antipatro prese parte alle dispute filosofiche tra la sua scuola e l'Accademia ma, sentendosi inferiore al contemporaneo Carneade nel dibattito in pubblico, decise di proseguire la polemica soltanto per iscritto; per questo fu soprannominato καλαμοβόας ("strepitante con la penna").
Fu autore di un trattato Sugli dei in cui affermava di credere in un dio "benedetto, incorruttibile e benigno verso gli uomini" e biasimava coloro che attribuivano alle divinità "la generazione e la corruzione", dottrina attribuita a Crisippo (Plut. de Stoic. Rep. p. 192).
Scrisse inoltre due libri sulla divinazione, in cui affermava la validità di questa pratica giustificandola con la preveggenza e la benevolenza della divinità, interpretava i sogni come visioni soprannaturali del futuro e raccoglieva storie di divinazione attribuite a Socrate (Cic. de Divin. 1.3, 20, 39, 54).
Secondo le fonti (Stobeo de Fato, 16), riteneva che il fato fosse una divinità; Ateneo (VIII p. 346) gli attribuisce un trattato intitolato Περὶ Δεισιδαιμονίας (Sul timore degli dei).